# Teoría de Olduvai
La teoría de Olduvai establece que la civilización industrial actual tendría una duración máxima de cien años, contados a partir de 1930. De 2030 en adelante, la humanidad iría poco a poco regresando a niveles de civilización comparables a otros anteriormente vividos, culminando dentro de unos mil años (3000 d. C.) en una cultura basada en la caza, tal y como existía en la Tierra hace tres millones de años, cuando se desarrolló la industria olduvayense; de ahí el nombre de esta teoría, planteada por Richard C. Duncan basándose en su experiencia en el manejo de fuentes de energía y por su afición a la arqueología.
Originalmente, la teoría fue propuesta en 1989 con el nombre de «teoría de pulso-transitorio». Posteriormente, en 1996, se adoptó su actual denominación inspirándose en el famoso sitio arqueológico, pero la teoría no depende en forma alguna de datos recopilados en ese sitio. Richard C. Duncan ha publicado varias versiones desde la aparición de su primer artículo con distintos parámetros y pronósticos, lo que ha sido motivo de críticas y controversias.
En 2007, Duncan define cinco postulados fundamentándose en la observación de datos sobre:
1. La producción de energía mundial per cápita.
2. La capacidad de carga terrestre.
3. La vuelta a la utilización del carbón como fuente primaria y el pico de la producción de petróleo.
4. Los movimientos migratorios.
5. Las etapas de utilización de energía en Estados Unidos (Duncan, 2007).

En 2009, nuevamente publica una actualización replanteando el postulado concerniente al consumo de energía per cápita mundial con respecto a los países de la OCDE, en donde anteriormente solo comparaba con Estados Unidos, restando importancia al papel de las economías emergentes.
Distintas personas, como Pedro A. Prieto, basándose en esta y otras teorías del colapso catastrófico o die-off, han formulado probables escenarios con varias fechas y eventos sociales. Por otro lado, existe una corriente de personas, como Richard Heinberg o Jared Diamond, que también creen en el colapso social, pero aún visualizan la posibilidad de escenarios más benevolentes en donde se puede dar el decrecimiento con continuidad del bienestar.
Esta teoría ha sido criticada por la forma en que se plantea el problema de los movimientos migratorios y por la orientación ideológica de la editorial que ha publicado sus artículos, The social contract press, que es defensora de medidas antinmigratorias y del control de la natalidad. Existen críticas importantes sobre cada una de las bases argumentativas y distintas ideologías contrarias a tales planteamientos como los cornucopianos, los defensores de la economía basada en recursos naturales, posturas ecologistas y posturas de distintas naciones, también fallan a la hora de establecer una base coherente con dichas aseveraciones.

## Historia
Richard C. Duncan es un autor que propuso por primera vez la teoría de Olduvai en 1989 bajo el título «La teoría de pulso-transitorio de la civilización industrial». Después esta teoría fue complementada en 1993 con el artículo «La esperanza de vida de la civilización industrial: El descenso del equilibrio mundial».
En junio de 1996, Duncan presentó un documento titulado «La teoría de Olduvai: cayendo hacia una era post-industrial de la edad de piedra», adoptando el término «teoría de Olduvai» en lugar de «teoría de pulso-transitorio» utilizado en trabajos anteriores. Duncan publicó una versión más actualizada de su teoría con el nombre «El pico de producción mundial de petróleo y el camino hacia la Garganta de Olduvai» en la Cumbre de simposios de 2000 de la Sociedad Geológica de América el 13 de noviembre de 2000. En 2005, Duncan extendió el conjunto de datos dentro de su teoría hasta 2003 en el artículo «La teoría de Olduvai: Energía, población, y civilización industrial».

## Descripción
La teoría de Olduvai es un modelo que principalmente está fundamentado en la teoría del cenit petrolero y el rendimiento energético per cápita del petróleo. Ante un previsible agotamiento establece que el ritmo de consumo energético y el crecimiento de la población mundial no puede ser el mismo que el acontecido durante el siglo XX (Duncan, 2007).
Dicho de otra manera, la teoría de Olduvai se define por la subida y caída de la calidad de vida material (CVM) que consiste en la tasa resultante del aumento o disminución de la producción, uso y consumo de las fuentes energéticas (E) entre el crecimiento de la población mundial (P), (CVM = E/P). De 1954 a 1979 esa tasa creció anualmente cerca de 2,8 %, de esa fecha hasta el año 2000 aumentó de forma errática en un 0,2 % anual (Duncan, 2007, p. 147). Del año 2000 al 2007 creció nuevamente a ritmo exponencial debido al desarrollo de las economías emergentes.
En trabajos anteriores al año 2000, Richard C. Duncan consideraba al pico del consumo energético per cápita de 1979 como la cúspide de la civilización. Actualmente, debido al crecimiento desde el año 2000 de las economías emergentes, considera al año 2010 como fecha probable del pico energético per cápita. Pero a pesar de ese ajuste, continúa asegurando que en 2030 esa tasa de producción de energía per cápita sería similar a la de 1930, considerando esa fecha como el fin de la civilización actual.
La teoría argumenta que los primeros signos fiables del colapso probablemente consistan en una serie de apagones generalizados en el mundo desarrollado. Al faltar la energía eléctrica y los combustibles fósiles se pasará de la civilización actual a una situación cercana al de la era preindustrial. Continúa argumentando que en acontecimientos posteriores a ese colapso se prevé que el nivel tecnológico pase finalmente de niveles parecidos al de la Edad Media a los observados en la Edad de Piedra en un tiempo aproximado de tres mil años.
Duncan toma como base para la formulación de su teoría datos consistentes en los siguientes hechos (Duncan, 2007, p. 142-147):
1. Los datos obtenidos sobre la producción de energía mundial per cápita.
2. El desarrollo de la población de 1850 a 2005.
3. La capacidad de carga de la Tierra en ausencia del petróleo.[16][17][18][19][20][21]
4. Las etapas de utilización de energía y su nivel de crecimiento en Estados Unidos anticipan las mundiales, debido a su dominancia.
5. Estimación del año 2007 como el momento del cenit petrolero.
6. Movimientos migratorios o principio de atractividad.

Según Duncan la teoría tiene cinco postulados (Duncan, 2007, p. 141-142):
1. El crecimiento exponencial de la producción mundial de energía finalizó en 1970.
2. Los intervalos de crecimiento, estancamiento y declive final de la producción de energía per cápita en Estados Unidos anticipan los intervalos de la producción de energía per cápita del resto del mundo. En tales intervalos se pasa del petróleo al carbón como fuente de energía principal.
3. El declive final de la civilización industrial comenzará alrededor de 2008-2012.
4. Los apagones parciales y totales serán unos indicadores fiables del declive terminal o final.
5. La población mundial declinará a la par con la producción de energía mundial per cápita.

## Bases para la formulación de la teoría

### Límite de la capacidad de carga y explosión demográfica
Estipula que la capacidad real de la Tierra sin petróleo a largo plazo está entre los 500 y 2000 millones de personas, la cual se ha excedido en un factor de tres gracias a una burbuja artificial de bienestar debida al petróleo barato (Duncan, 2007, p. 142). Argumenta que como el balance homeostático de la Tierra está alrededor de como mucho 2000 millones de personas, al acabarse el petróleo al menos 4000 millones de personas no podrán ser reguladas por el sistema, lo cual se traducirá en una gran mortandad.
Antes de 1800 la población mundial se duplicaba a un ritmo entre 500 y 1000 años, y para tal fecha la población mundial era de poco menos de 1000 millones de habitantes. Con la primera revolución industrial y el colonialismo, la población en el mundo occidental empezó a duplicarse a un ritmo un poco mayor de 100 años, siguiéndole poco después el resto del mundo, con 1550 millones de habitantes para el año 1900. Con la segunda revolución industrial el mundo empezó a duplicarse a un ritmo menor de 100 años, y con la producción de petróleo y la revolución digital se duplicó a un ritmo aproximado de 50 años, pasando de 2400 millones de pobladores en 1950 a 6070 millones de pobladores en el año 2000.
La teoría no sólo predice que la carga neta de la Tierra no permite el ritmo de tal crecimiento sino que su población ya excedió su capacidad tras el año 1925. De este modo se puede ver un escenario apocalíptico donde la población se ralentizaría en 2012 debido al declive económico mundial súbito y alcanzaría un pico máximo en 2015 en torno a los 6900 millones de habitantes (véase sección de críticas), y jamás en la historia volvería a crecer a estos niveles, habiendo tantas muertes como nacimientos en un momento dado (1:1), aproximadamente hacia el año 2017 más o menos. De ahí en adelante el número de muertes superaría al de nacimientos (>1:1) y la población mundial empezaría a contraerse drásticamente quedando aproximadamente 6.800 millones de habitantes para finales de 2020, 6500 millones para 2025, 5260 millones para 2027, 4600 millones para 2030 (reducción entre 1800 y 2000 millones de personas en 5 años), hasta que la cantidad de humanos se estabilice en una cifra entre 2000 y 500 millones de habitantes en un punto entre los años 2050 y 2100.
Duncan compara el pronóstico de su teoría con la expuesta por Dennis Meadows en su libro «Los límites del crecimiento». Mientras Duncan espera el pico máximo de población en 2015 en torno a los 6900 millones de habitantes, Meadows espera el pico para el 2027 en torno a los 7470 millones de habitantes. Además, Duncan pronostica sólo 2000 millones de habitantes para el 2050, mientras que Meadows estima para tal fecha 6450 millones de habitantes.
Otras estimaciones similares a la de la teoría de Olduvai pronostican que la población alcanzará un cenit hacia el año 2025-2030 logrando una cantidad de entre 7100 y 8000 millones de habitantes y posteriormente la población decrecerá al mismo ritmo que creció antes del cenit describiendo una campana gaussiana simétrica.
Estudiosos del tema, como Paul Chefurka, señalan que la capacidad de carga de la Tierra será definida tanto por factores tales como el nivel de daño provocado a los ecosistemas durante el período industrial (contaminación, alteraciones y hasta agotamiento de ecosistemas, residuos muy contaminantes y perdurables y destrucción de recursos al darse una posible competencia por los mismos), el desarrollo de tecnologías alternativas o sustitutos del petróleo y la existencia de conocimientos que permitan mantener a la población sobreviviente de manera sustentable (como el rescate de modos de vida tradicionales previos a la revolución industrial).

### Principio de atractividad
La formulación de esta base, fundamentada en los trabajos de dinámica de sistemas sociales complejos de Jay W. Forrester, propone que las variables del recurso natural per cápita y del nivel de vida material están subordinadas al rendimiento energético per cápita del petróleo. Este principio sostiene que la atractividad es la diferencia del nivel de vida material entre las distintas naciones. De esa manera el nivel de vida material estadounidense en 2005 era de 57,7 barriles de petróleo equivalente per cápita mientras que el nivel de vida material del resto del mundo fue de 9,8 barriles de petróleo equivalente per cápita, existiendo una diferencia de consumo de 47,9 barriles de petróleo equivalente per cápita (Duncan, 2007, p. 144). Dicho de otra manera, la enorme diferencia del estilo de vida y consumo se torna atractivo a los inmigrantes.
El inmigrante nuevo, al llegar a esa sociedad, adopta el mismo estilo de vida consumista sobrecargando aún más ese sistema. Duncan sostiene que a mayor inmigración mayor número de población donde las diferencias del nivel de vida material de país atrayente irán disminuyendo en un proceso ecualizador hasta que ese país alcance el nivel de vida material mundial.
Esta proposición ya ha recibido críticas en varias partes del mundo, porque si bien Duncan insinúa que habría que cerrar fronteras no se detiene a meditar que la principal causa de agotamiento de recursos es el estilo de vida consumista y depredante de esos países atrayentes (véase sección de críticas).

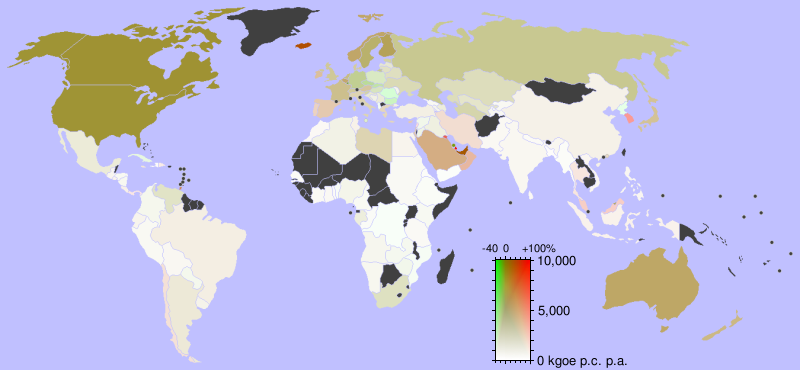
Consumo de energía per cápita expresada en kilogramos de petróleo equivalente (kgoe) por persona en el año 2001 por país. En negro los países del cual no se recogieron datos, en colores claros los países con menor consumo, en colores fuertes los países con mayor consumo; los tendientes al rojo son los que han mostrado aumento de consumo y los tendientes al verde son los que han mostrado disminución en su consumo. Fuente: International Energy Agency (IEA) Statistics Division 2006.
La migración mundial en 2016, en azul los países atractivos, en naranja los países de los que existe migración hacia los países atractivos. En color verde los países que mostraron movimientos migratorios insignificantes, en gris los países del cual no se recogieron datos. Fuente: Central Intelligence Agency (CIA), U.S.[26]

Una curva de producción del petróleo, como sugirió originalmente M. King Hubbert en 1956.

### Cenit del petróleo
Duncan, junto con el geólogo Walter Youngquist, mediante un método predictivo el cual llamaron «circunscripción del cenit del petróleo» estimó la producción petrolera en los próximos años. Según ese modelo y mediante un software de dinámica de sistemas calcularon que el pico de producción petrolera fue en 2007. Se observó que de 2003 a 2004 la producción mundial de petróleo aumentó un 4,0 %. El siguiente, de 2004 a 2005, aumentó un 1,1 % (BP, 2006). Y de 2005 a 2006 aumentó un simple 0,17 %. Por tanto, en los últimos años, las tasas de aumento en la producción de petróleo han pasado de ser fuertes a ser casi nulas (Duncan, 2007, p. 144).
La producción de la OPEP momentáneamente superará la producción de países no miembros del cártel y de allí serán los países productores quienes llegarán a manejar el total de la distribución petrolera en el mundo, estableciéndose de hecho una división entre países que poseen petróleo y países que no lo poseen. Sin embargo, aun con los aumentos de producción del cártel, la producción total mundial continuará su lento proceso de decrecimiento después del cenit.
Duncan hace hincapié que esta etapa de la historia humana se diferencia de las demás debido a que el consumo de fuentes de energía es tan importante que condicionará la regresión a etapas históricas anteriores, negando la utilización o un mejor empleo de estas fuentes de energía a civilizaciones futuras (competición diacrónica), e incluso de vida inteligente no humana que se pueda desarrollar posteriormente en la Tierra.

### Vuelta a la utilización del carbón como fuente primaria

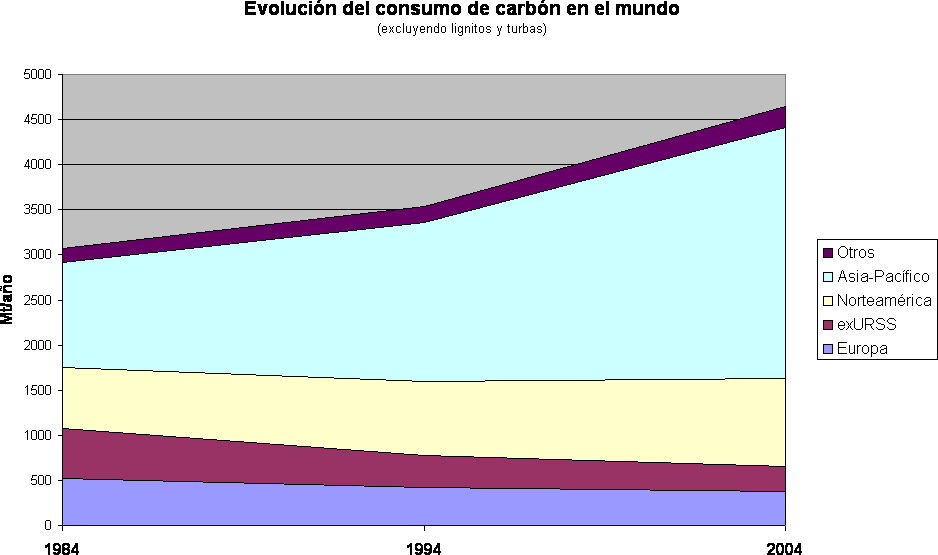
Evolución del consumo mundial de carbón 1984-2004. Fuente: World Coal Institute..

La teoría propone que debido a la predominancia de una nación el resto del mundo seguirá la misma secuencia en la implementación de un recurso como fuente primaria. De esa manera analiza comparativamente una cronología de la utilización de los recursos como fuente primaria entre Estados Unidos y el resto del mundo (Duncan, 2007, p. 145):
Utilización de la biomasa como fuente primaria
- En Estados Unidos hasta 1886.
- En el resto del mundo hasta 1900.

Utilización del carbón como fuente primaria
- En Estados Unidos de 1886 a 1951.
- En el resto del mundo de 1900 a 1963.

Utilización del petróleo como fuente primaria
- En Estados Unidos de 1951 a 1986.
- En el resto del mundo de 1963 a 2005.

Vuelta a la utilización del carbón como fuente primaria
- En Estados Unidos desde 1986.
- En el resto del mundo desde 2005.

Según afirma Duncan, de 2000 a 2005 mientras que la producción mundial de carbón aumentó 4,8 % anual, el petróleo aumentó apenas un 1,6 % (Duncan, 2007, p. 145).
La vuelta a la utilización del carbón como fuente primaria, otro hecho tabú debido a su alto nivel de contaminación, ha sido acallada en los medios de comunicación al igual que la capacidad de carga de la Tierra por obvias razones políticas según dice Duncan.

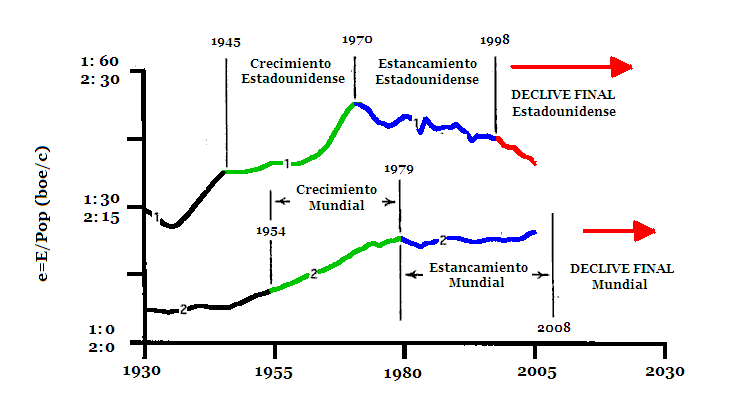
Gráfica que muestra el nivel de consumo de energía de 1930 a 2005. En color verde, etapas de crecimiento; en color azul, etapas de estancamiento; en color rojo, etapas de declive. Fuente: Richard C. Duncan (2007), «The Olduvai Theory: Terminal Decline Imminent».

### Consumo de energía de la población
Al igual que el cambio del petróleo al carbón como fuente primaria en Estados Unidos va marcando con anticipación los cambios mundiales, el indicador de nivel del consumo y producción de energía per cápita a lo largo del tiempo en Estados Unidos también va marcando el del resto del mundo (Duncan, 2007, p. 146). Así, Duncan distingue tres etapas en el consumo estadounidense que posteriormente se vieron reflejadas en el consumo mundial (Duncan, 2007, p. 146-147).

#### Crecimiento
- 1945-1970 Etapa de crecimiento estadounidense, se observa un crecimiento medio del 1,4 % anual de producción de energía per cápita durante el periodo.
- 1954-1979 Etapa de crecimiento mundial, se observa un crecimiento medio del 2,8 % anual de producción de energía per cápita durante el periodo.

#### Estancamiento
- 1970-1998 Etapa de estancamiento estadounidense, se observa una disminución media del 0,6 % anual de producción de energía per cápita durante el periodo.
- 1979-2008 Etapa de estancamiento mundial, se observa un crecimiento medio del 0,2 % anual de producción de energía per cápita durante el periodo, después del año 2000 se observa un repunte achacado al crecimiento de las economías emergentes.

#### Declive final o decadencia
- 1998 en adelante: Etapa de declive final estadounidense, se observa una disminución media del 1,8 % anual de producción de energía per cápita durante el periodo 1998-2005.
- 2008-2012 en adelante: Etapa probable del declive final mundial. El desarrollo de economías emergentes y la enorme utilización de carbón en China pueden ralentizar hasta el 2012 este proceso.

## Actualizaciones de la teoría

### Actualización de 2009

Los treinta países de la OCDE en 2009, considerados como el club de los países ricos más Turquía y México. Según Duncan, el pico del consumo de energía per cápita de estos países se presentó en 2005. Fuente del mapa: OCDE.
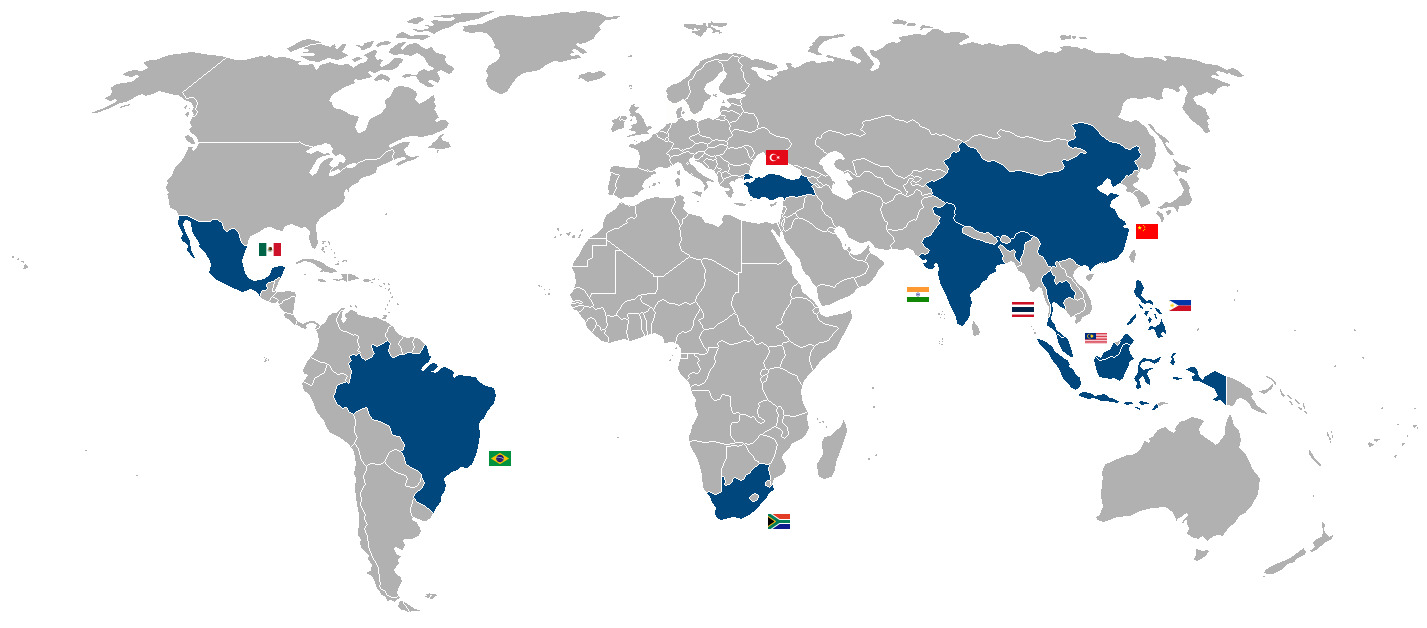
Mapa con los países recientemente industrializados o de economía emergente. Según Duncan, el indicador líder compuesto de China, India y Brasil se redujo drásticamente en 2008. Fuente del mapa: Pawel Bozyk.

Después de las críticas recibidas por la discrepancia que mostró la curva del consumo de energía per cápita de Estados Unidos, que tiende a disminuir, con respecto a la curva mundial, que ha tendido a aumentar extraordinariamente después del año 2000, Duncan publicó una actualización en 2009 de su teoría en donde compara una curva de los miembros de la OCDE (30 países) en relación con la curva del resto del mundo no perteneciente a la OCDE (165 países) en el que se incluyen Brasil, India y China.
En este nuevo trabajo sobre los distintos picos del consumo de energía per cápita en el mundo Duncan concluye lo siguiente:
- 1973: Pico de energía per cápita en Estados Unidos.[4][30]
- 2005: Pico de energía per cápita en los países de la OCDE en torno a los 4,75 toneladas equivalentes de petróleo per cápita.[4][31][32][30]
- 2008: Después de haber aumentado de 2000 a 2007 el consumo per cápita de los países no miembros de la OCDE en un 28 %, el indicador líder compuesto de China, India y Brasil se redujo drásticamente en 2008,[33] llevándolo a concluir que el nivel medio de vida de los países no pertenecientes a la OCDE ya ha comenzado a caer.[4][30] No obstante, un reporte de la OCDE de febrero de 2010 parece contradecir esta afirmación (véase sección de críticas).[34]
- 2010: Fecha más probable del pico de energía per cápita a nivel mundial.[4][30]

En este nuevo escenario pronostica que el nivel de vida medio o energía per cápita de Estados Unidos caería en un 90 % entre 2008 y 2030, los niveles de la OCDE caerían un 86 % y el nivel de los países no pertenecientes de la OCDE caerían en un 60 %. El nivel medio de vida de la OCDE se equipararía con el nivel medio del resto del mundo en 2030 colocándose en 3,53 barriles equivalentes de petróleo per cápita.
- Los treinta países de la OCDE en 2009, considerados como el club de los países ricos más Turquía y México. Según Duncan, el pico del consumo de energía per cápita de estos países se presentó en 2005.[30] Fuente del mapa: OCDE.[35]
- Mapa con los países recientemente industrializados o de economía emergente. Según Duncan, el indicador líder compuesto de China, India y Brasil se redujo drásticamente en 2008.[30] Fuente del mapa: Pawel Bozyk.[36]

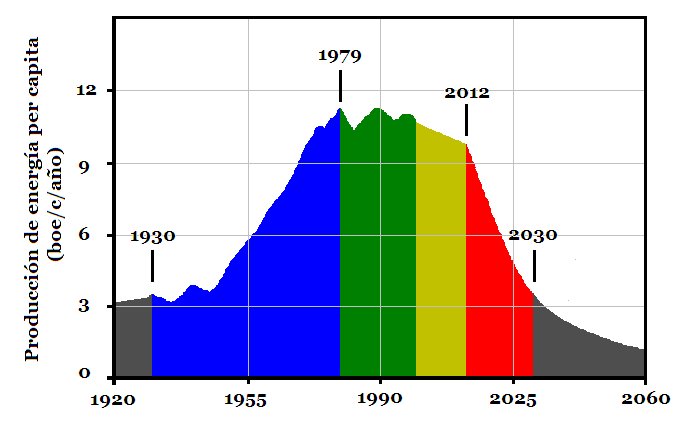
Actualización de 2000. Pronóstico del consumo de energía per cápita. En azul la etapa de crecimiento, en verde y amarillo la etapa de estancamiento, en rojo etapa de declive final. Fuente: Richard C. Duncan (2000), «The Peak Of World Oil Production And The Road To The Olduvai Gorge».
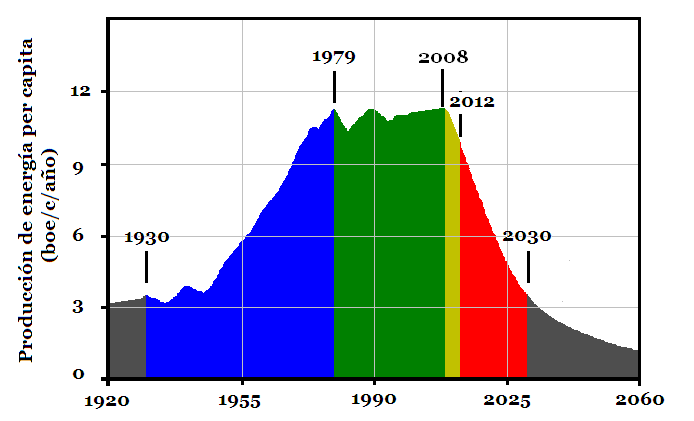
Actualización de 2007. Pronóstico del consumo de energía per cápita. En azul la etapa de crecimiento, en verde y amarillo la etapa de estancamiento, en rojo etapa de declive final. Fuente: Richard C. Duncan (2007) «The Olduvai Theory: Terminal Decline Imminent».
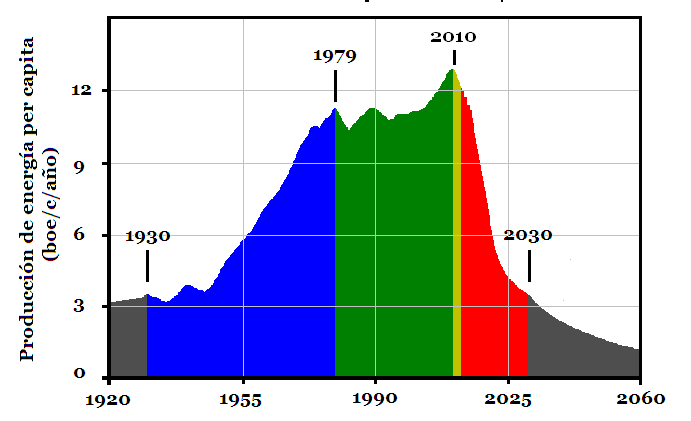
Actualización de 2009. Pronóstico del consumo de energía per cápita. En azul la etapa de crecimiento, en verde y amarillo la etapa de estancamiento, en rojo etapa de declive final. Fuente: Richard C. Duncan (2009) «The Olduvai Theory: Toward Re-Equalizing the World Standard of Living».

## Cronología de la historia según la teoría

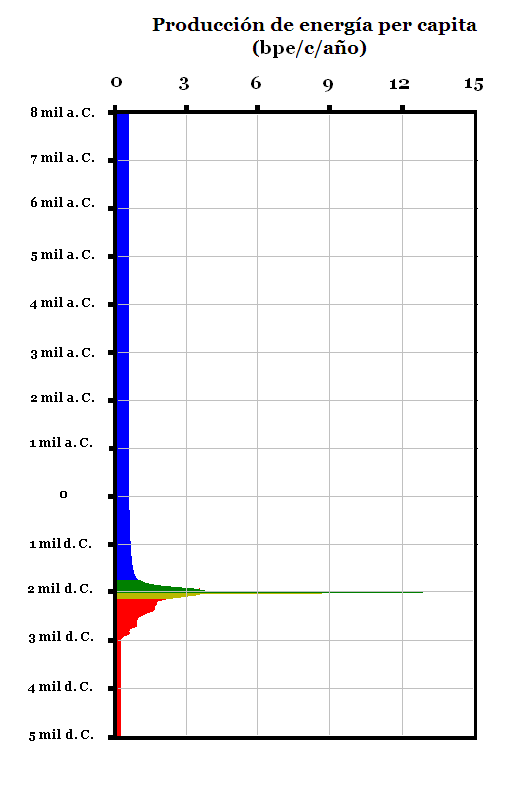
Era preindustrial, industrial y postindustrial según la teoría de Olduvai. En color azul la era preindustrial al comienzo de la revolución neolítica, en color verde los hechos consumados de la era industrial (1765-2009), en color amarillo las predicciones de la teoría hasta el fin de la civilización industrial (2100) y en color rojo la era postindustrial. Fuente: Richard C. Duncan (1996) «The Olduvai Theory:Sliding Towards a Post-Industrial Stone Age»; Richard C. Duncan (2009) «The Olduvai Theory: Toward Re-Equalizing the World Standard of Livin».

Richard C. Duncan, atendiendo los hechos históricos que predice la teoría de Olduvai, propone una división en tres periodos consistentes en era preindustrial, industrial y posindustrial.

### Hechos históricos consumados
En esta cronología ya se ha consumado la era preindustrial y la primera mitad de la era industrial.

#### Era preindustrial
- 3 millones a. C.: Inicio de la caza por ancestros humanos.
- 1 millón a. C.: Utilización del fuego.[1]
- 8000 a. C.: Revolución neolítica: Inicio de la agricultura y la domesticación en todo el mundo.[1][38]
- 6000 a. C.: Aparición de la primera civilización.

#### Era industrial, primera mitad
- 1732: Primera utilización del carbón, inicio de la primera revolución industrial.
- 1765: Máquina de vapor de Watt.[2][1]
- 1859: Primera perforación petrolera.
- 1869: Producción de la electricidad, inicio de la segunda revolución industrial.
- Antes de 1886: La biomasa es la fuente energética principal en Estados Unidos.[2]
- Antes de 1900: La biomasa es la fuente energética principal en el Mundo.[2]
- 1886: El carbón es la fuente energética principal en Estados Unidos.[2]
- 1900: El carbón es la fuente energética principal en el Mundo.[2]
- 1914-1918: Primera Guerra Mundial.
- 1929: Gran depresión.
- 1930-1945: Inicio de la civilización industrial moderna o tercera revolución industrial y Segunda Guerra Mundial.
- 1946-1964: Explosión demográfica occidental o baby boom.
- 1950: 2629 millones de humanos en la población mundial.
- 1951: El petróleo es la fuente energética principal en Estados Unidos.[2]
- 1963: El petróleo es la fuente energética principal en el Mundo.[2]
- 1970: 3692 millones de humanos en la población mundial.
- 1973: Primera crisis petrolera, guerra de Yom Kipur
- 1973: Pico del consumo de energía per cápita en Estados Unidos.[4][30]
- 1979: Segunda crisis petrolera, Revolución iraní.
- 1991: Caída de la URSS
- 2007: Crisis alimentaria mundial
- 2008: Crisis económica mundial.

### Predicciones de la teoría
El marco especulativo propuesto por Richard C. Duncan comienza con su estimación del pico de energía per cápita, la vuelta a la utilización del carbón y el pico de la producción del petróleo (Duncan, 2007).

#### Era industrial, segunda mitad
- 1970-1979: Desaceleración del crecimiento exponencial del consumo de energía per cápita mundial, continuando con una meseta de leve crecimiento del 0,2 % anual hasta el año 2000.[2]
- Después de 1986: Vuelta a la utilización del carbón en EE. UU. como fuente energética principal.[2]
- Después de 2005: Vuelta a la utilización del carbón en el Mundo como fuente energética principal.[2]
- 2000: Repunte del crecimiento del consumo de energía per cápita mundial debido al crecimiento de las economías emergentes.[2]
- 2005: Pico del consumo de energía per cápita de los países de la OCDE.[4][30]
- 2007: La producción petrolera en su punto máximo, en declive o «acantilado» desde 2010-2012.[2]
- 2010: Pico del consumo de energía per cápita mundial.[4][30]
- 2012 (o antes): Apagones y cortes de energía eléctrica frecuentes en Estados Unidos e inicio del declive mundial.[2]
- 2015: 6900 millones de humanos en la población mundial (véase sección de críticas).[15] (real alcanzada 7.441 millones).[39]
- 2015: Hambrunas y enfermedades en el resto del mundo causadas por un abastecimiento y atención médica ineficientes.
- 2027: 5260 millones de humanos en la población mundial.[15]
- 2030: Equivalencia en el consumo per cápita de energía con el nivel de 1930, fin de la civilización industrial moderna.[2]
- 2050: Después de una gran mortandad, la Tierra alberga un máximo de 2000 millones de humanos.[15]
- 2100: Final de la era industrial.[1]

#### Era posindustrial
- Después de 2100: Etapa postindustrial en donde la antigua civilización industrial se desintegraría en oasis de tierras agrícolas entre desiertos de edificios, vehículos oxidados y selvas. Estos pueblos vivirían en comunidades independientes continuando con la historia humana de manera sustentable en forma de culturas tribales o sociedades parasitarias. Posibles intentos fallidos de reindustrialización.[40]
- 3000-5000 d. C.: Fin de la tierra arable, el comienzo de la caza y la recolección nuevamente, fin de la última civilización y reaparición de la cultura paleolítica.

## Escenarios sociales según la teoría
Pedro A. Prieto, uno de los especialistas en lengua española sobre el tema, ha llegado a esquematizar un probable escenario de colapso societal basándose en aspectos de esta teoría.

### Crisis del Estado nación
Las naciones ricas padecerían un aumento de la inseguridad, y lo que habían sido sociedades democráticas se convertirían en sociedades totalitarias y ultraconservadoras donde la propia población exigiría recursos ajenos y mayor seguridad. Es posible que antes de la gran mortandad final grandes naciones desarrolladas se disputasen los escasos recursos en una especie de Tercera Guerra Mundial, sin descartar escenarios parecidos a la solución final o la guerra nuclear. Otros argumentan que tal guerra, si se diese, sería una guerra intercapitalista en la que se verían inmiscuidos tres bloques de civilizaciones. El primero estaría constituido por la civilización occidental, el segundo por la civilización ortodoxa así como por la sínica, y un tercer bloque formado por la civilización islámica. Japón e India jugarían un papel importantísimo en tal guerra conforme definan su posición.
En el caso de que algunas naciones sobreviviesen, la falta de recursos podría desencadenar hambrunas en los grandes centros urbanos forzando saqueos generalizados y los gobiernos emitirían decretos y leyes marciales restringiendo las libertades sociales y eliminando derechos de propiedad para mantener a raya a la población hambrienta. Ante la escasez permanente los gobiernos impondrían un racionamiento que no llegaría a los mínimos requeridos lo que causaría que los mismos que imponen la fuerza saquearían para beneficio propio, este sería el primer síntoma del desvanecimiento de los estados.
El sistema financiero sucumbiría, el dinero sería momentáneamente sustituido por metales preciosos, pero éstos acabarían por no tener tampoco valor y sería el momento de  «mi reino por un caballo». Es el punto en el que muchos han previsto que se  «cambiaría un todoterreno por una barra de pan». Las minorías dominantes y las fuerzas militares saquearían para sí, y formarían pequeñas dictaduras y reinos dentro de lo que eran grandes naciones. Por otro lado, de las  «grandes masas de desheredados» se formarían grupos desorganizados de carácter muy inestable que actuarían de forma violenta y caótica para tomar los escasos recursos. Entre unos y otros el conflicto estaría servido y al final tanto unos como otros sucumbirían como el resto de la población.

### Perfil del superviviente
Se estima que las ciudades con más de veinte mil habitantes serían muy inestables, teniendo mejor expectativa de vida en primer lugar aquellas sociedades de cazadores y recolectores en la Amazonia, las selvas centroafricanas, las del sudeste asiático, las de bosquimanos y los aborígenes en Australia. En segundo lugar de supervivencia seguirían los núcleos bastante homogéneos de trescientos a dos mil habitantes con un estilo de vida agropecuario próximos a lugares con recursos hídricos no contaminados, inaccesibles y a centenares de kilómetros de las grandes urbes y de las hordas de hambrientos que exudarían estas urbes o de las fuerzas militares en descomposición que se dedicarían al pillaje.
Al final también podría existir una enorme cantidad de pequeños pueblos agrícolas que se disputasen los pocos lugares privilegiados, sobreviviendo sólo aquellos pueblos que la capacidad de carga terrestre permitiese.

### Otras visiones
El mismo Pedro A. Prieto especula que los escenarios bélicos parecidos a la tercera guerra mundial u otro tipo de conflictos bélicos desgastantes se darían con menos probabilidad si el colapso social es rápido, tal y como el que la teoría de Olduvai predice. La diferencia entre escenarios es que la mayoría de la población, contenida en las ciudades, muere de hambrunas en el colapso rápido, mientras tanto en el colapso lento el conflicto bélico se extendería hasta las áreas más seguras, abarcando desde grandes ciudades a pequeñas comunidades rurales aisladas.
Las conjeturas de los que opinan sobre la posibilidad de una era posindustrial se encuentran esparcidas en un espectro que abarca desde escenarios de colapsos sociales rápidos y catastróficos a escenarios de colapsos lentos y benevolentes, e incluso escenarios donde aún visualizan decrecimientos con continuidad del bienestar.

#### Colapso catastrófico odie-off
En el primer grupo, los pesimistas, se encuentra enmarcada la misma teoría de Olduvai de Duncan y otros trabajos como el die-off o colapso catastrófico propuestos por David Price, Reg Morrison y Jay Hanson. Suelen invocar una serie de determinismos como el fuerte, genético, biológico y energético (Ley básica de la evolución de Leslie A. White) para anunciar el inevitable colapso que conllevará a la descomposición de la vida civilizada descartando la posibilidad de un descenso pacífico.

#### Descenso suave o «camino próspero cuesta abajo»
Aquellos que predicen escenarios de colapsos lentos y benevolentes donde puede entrar aún la opción del decrecimiento con continuidad del bienestar se pueden encontrar el «camino próspero cuesta abajo» de Elizabeth y Howard T. Odum, el fin de la suburbanización y el regreso a la ruralización propuesto por James Howard Kunstler, las sociedades que aún pueden elegir salvarse o fracasar propuesto por Jared Diamond y la opción del «apagado gradual» de Richard Heinberg.
Heinberg, en su libro «Apagado: Opciones y acciones en un mundo después del carbón», propone los cuatro caminos posibles que pudiesen adoptar las naciones ante el agotamiento del carbón y el petróleo:
- «La última y nos vamos» o el  «último que quede de pie»: Escenario donde se da una feroz competencia global por los recursos restantes.
- «Apagado gradual»: Donde se da una cooperación mundial en la reducción de la utilización de la energía, la conservación, la gestión de manejo racional del agua, y la reducción de la población mundial.
- «Negación»: Postura con la esperanza de que algún elemento imprevisto o serendipia resuelva el problema (véase también cisne negro).
- «Comunidad salvavidas»: Preparación de áreas locales de modo sostenible en el caso de que el proyecto económico mundial colapse.

#### El renacimiento de las utopías
Son visiones donde el colapso es tanto un resultado como un objetivo. Como en el siglo XIX, y al comienzo de la era industrial, surgió el romanticismo y los movimientos utópicos, nuevamente y ante la previsión de un colapso de la era industrial se registra una nueva eclosión de visiones utópicas. Este renacimiento avanza en sentido contrario al declive de las teorías sociológicas que ya no pueden dar soluciones adecuadas debido a la situación de translimitación.
Para Joseph Tainter una sociedad compleja que colapsa es súbitamente más pequeña, más simple, menos estratificada y con menos diferencias sociales. Esta situación, según Theodore Roszak, evoca el dogma utópico del viejo programa ecologista que consiste en reducir, frenar, democratizar y descentralizar.
Según Ernest García muchos de estos proponentes son científicos dedicados a áreas que van desde la disciplina ecologista a la geología, la informática, la bioquímica y la genética evolutiva, muy alejados del estudio de las ciencias sociales. Entre los movimientos utópicos recientes más palpables se encuentra el anarcoprimitivismo, el ecologismo profundo y las tecno-utopías como el transhumanismo.

## Críticas y posturas ante la teoría

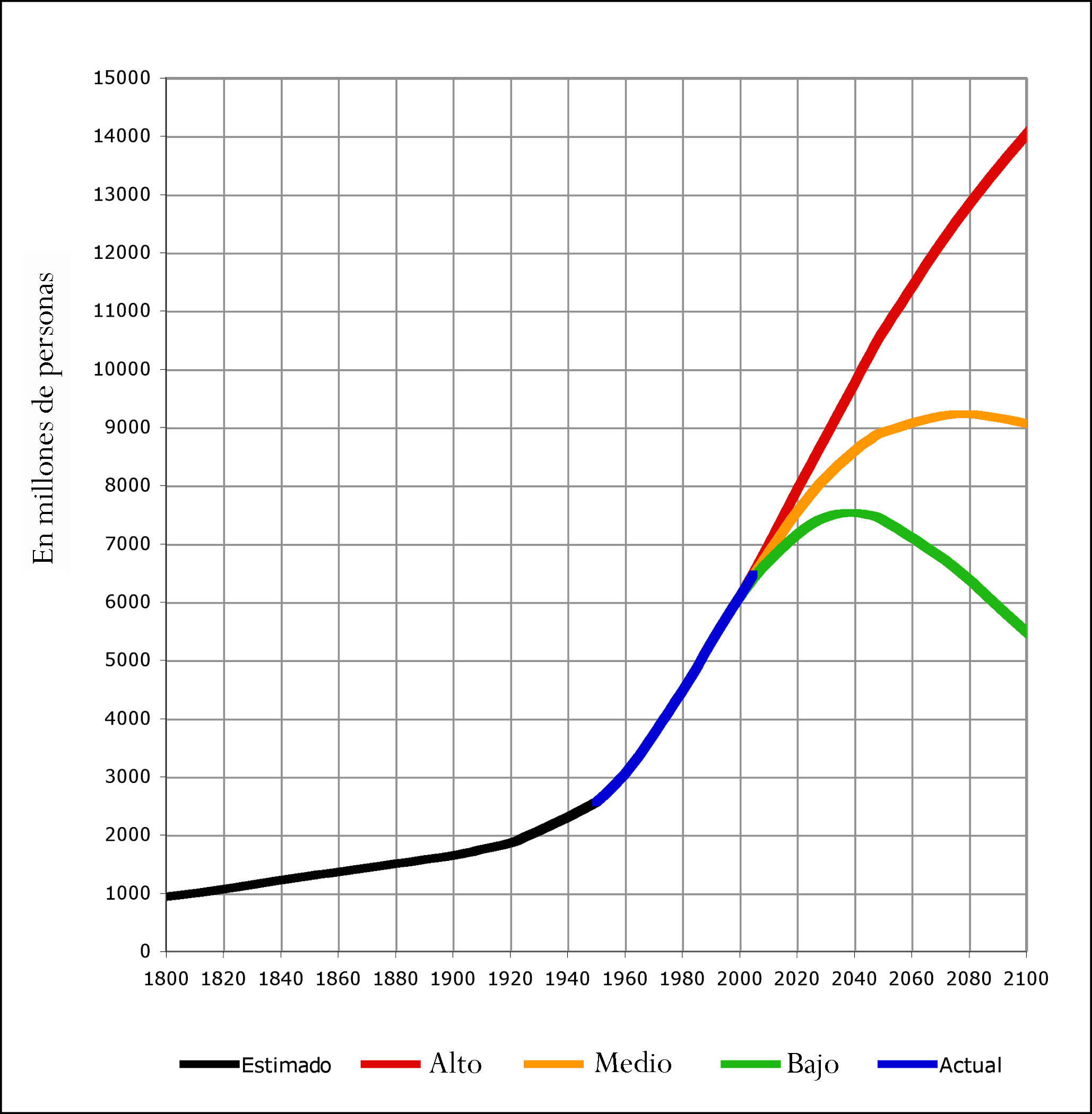
300px Informe de Naciones Unidas del año 2004 en donde se calculan estimaciones del desarrollo de la población mundial de 1800 al año 2100.

### Críticas sobre las bases argumentativas

#### Crítica al límite de la capacidad de carga y explosión demográfica
Este pronóstico también difiere del de un reporte de Naciones Unidas del año 2004 en donde se calcularon estimaciones del desarrollo de la población mundial del año 1800 al 2300, siendo el peor de los escenarios aquel donde la población mundial alcanza un cenit de 7500 millones de habitantes entre el año 2035-2040, posteriormente reduciendo a 7000 millones de habitantes para 2065, 6000 millones para 2090 y 5500 millones aproximadamente para el año 2100.
En un reporte emitido en 2011 por la División de Población de las Naciones Unidas señala que el 31 de octubre de 2011 oficialmente la población mundial llegaría a 7 mil millones de habitantes y en el año 2019 se estimó una población total de 7800 millones de personas. Todo entrando en contradicción con la estimación de Duncan de que para el 2015 existirían en torno de 6900 millones de humanos en la población mundial. Sin embargo, en los últimos tiempos se ha visto un descenso en el crecimiento de la población, aunque debido a la decisión cada vez más común de tener menos hijos o descartar la paternidad debido a factores culturales y sociales en lugar de las muertes ocasionadas por hambrunas y enfermedades mencionadas en la teoría. Debido a estos factores China abolió su política de hijo único y en varios lugares del mundo sus gobiernos ofrecen incentivos para tener hijos.

#### Crítica al principio de atractividad
De los críticos que objetan algún punto de la teoría sobresalen aquellos que critican los sesgos culturales xenófobos y racistas que se ven reflejados en mayor medida sobre el principio de atractividad. Pedro A. Prieto critica la proposición del cierre de fronteras a inmigrantes, pero no el cierre a la entrada de recursos depredados que terminan por servir el alto consumo estadounidense. No obstante concluye que los principios más generales de la teoría como el cenit petrolero, la capacidad de carga terrestre y la vuelta a la utilización del carbón como fuente primaria son factibles en algún grado.
Muchos de los trabajos de Richard C. Duncan han sido publicados en el The social contract press, una editorial norteamericana fundada por John Tanton y dirigida por Wayne Lutton. Esta editorial es defensora del control de la natalidad y la reducción de la inmigración, además de hacer énfasis en temas como la cultura y el medio ambiente cubriendo todo desde el punto de vista de la derecha política. Entre sus publicaciones más polémicas se encuentra el libro «El Desembarco» del autor francés Jean Raspail (publicada en español por Plaza & Janés y en inglés por Charles Scribner's Sons) ocasionando que The Social Contract Press haya sido descrita por el Southern Poverty Law Center como un «grupo de odio» que «publica una serie de obras racistas».

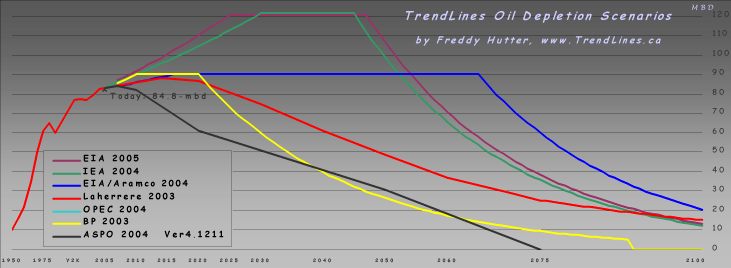
Diversas estimaciones del pico del consumo del petróleo. Fuente: Freddy Hutter, TrendLines.ca.

#### Críticas sobre la estimación del cenit petrolero
Existen posturas que hablan desde que la teoría del cenit petrolero puede ser un bulo, como argumenta Lindsey Williams (2006), hasta la de los diferentes gobiernos, organizaciones sociales o empresas privadas que predicen el cenit en fechas que van desde dos años antes a cuarenta años después de la fecha propuesta por Duncan y con muy diferentes comportamientos en la curva de producción.
El argumento de la teoría del origen inorgánico del petróleo, propuesto desde el siglo XIX, sostiene que el petróleo natural se formó en depósitos de carbón profundos, que datan quizás de la formación de la Tierra. Por lo tanto eso vendría a demostrar que las reservas de combustibles fósiles son más numerosas según afirma el geofísico Alexander Goncharov del Instituto Carnegie de Washington, que simuló en el año 2009 las condiciones del manto con una sonda de diamante y un láser creando a partir de metano otras moléculas como el etano, propano, butano, hidrógeno molecular y grafito. Goncharov dice que todas las estimaciones del pico a la fecha se han equivocado, por lo tanto creer en el pico del petróleo es poco fiable y asegura que las compañías petroleras podrían buscar nuevos yacimientos abióticos.

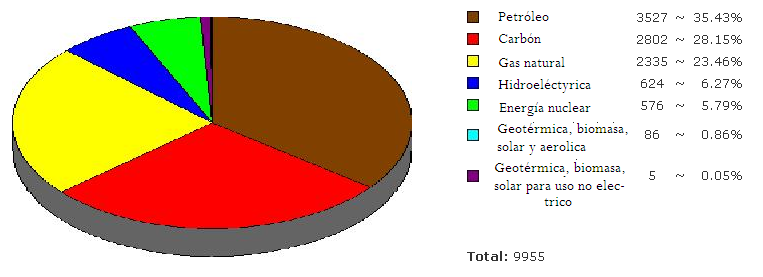
Esquema del consumo de energía en el año 2006 según la página de la EDRO.

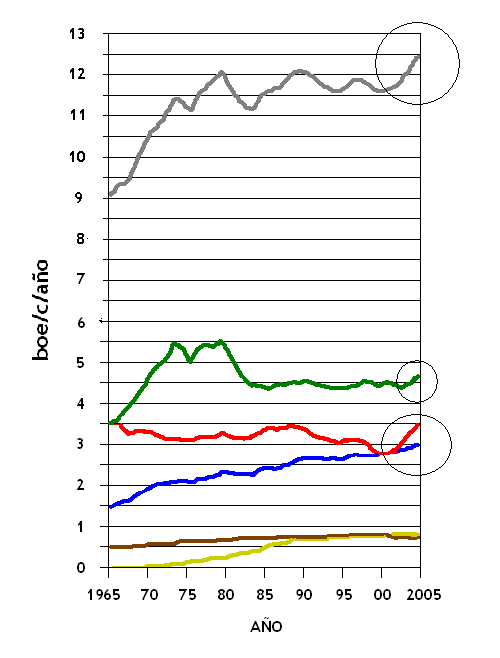
Consumo de energía per cápita a nivel mundial (línea gris) y desglosado en fuentes energéticas según TheOilDrum.com. Petróleo en verde, carbón en rojo, gas en azul, hidroeléctrica en café y nuclear en amarillo. Encerrados en círculos se ven aumentos del consumo que entran en contradicción con el postulado de Duncan.

#### Críticas sobre la vuelta a la utilización del carbón
Otro dato que se puede observar y que no se corresponde con la predicción de que el carbón sustituyó al petróleo en el año 2005 difiere de otros reportes como el de la página web de la EDRO en donde para el año 2006 el petróleo todavía representaba el 35,27 % como fuente de consumo, mientras que el carbón aún representaba el 28,02 %, aunque en la misma página se admite la creciente utilización del carbón frente al petróleo. Igualmente en la página de BP Global en su modo de herramienta de gráficos de energía se puede observar que dentro del año 2007 el consumo de petróleo tuvo un leve descenso de 3939,4 Mtep a 3927,9 Mtep. Aun así el consumo del carbón durante el mismo periodo se elevó de 3194,5 Mtep a 3303,7 Mtep.
Otra postura es la de que la teoría del cambio climático causada por las emisiones de gases invernadero por parte del hombre es errónea, ya que la causa de tal calentamiento es realmente debido a variaciones de la actividad solar. Por lo tanto el progresivo aumento en la producción y consumo de carbono sustituirá al petróleo sin consecuencias ambientales ni económicas de forma que justifica la forma de actuar de China y Estados Unidos.

#### Críticas sobre el consumo de energía per cápita
En los artículos de Duncan se asume que el pico de energía per cápita fue de 11,15 bep/c/año en 1979, pero otros datos del departamento de energía de Estados Unidos (EIA) demuestran que desde tal fecha ha existido un incremento en tal cifra hasta 12,12 bep/c/año después del año 2004. Lo cual entra en contradicción con el postulado de la teoría en la que la energía per cápita no crece de forma exponencial de 1979 a 2008. 
Con la adaptación a la crisis petrolera, el crecimiento económico se vuelve más eficiente, y tienen una menor relación de barriles de petróleo por millón de dólares, que sigue creciendo, alcanzando el máximo de la energía consumida a la vez que se da el pico convencional del petróleo. El suministro lo salva el fracking que se dispara en 2008, siendo el 80% del nuevo petróleo mundial, con un 20% maíz a petróleo, arenas asfálticas (con la densidad energética de una patata)... El pico de todos los líquidos se da en 2018, mientras que en 2023 sólo el campo de fracking del Permian en Texas sigue creciendo y se espera que declive en el verano de 2024 (cuando alcance un 60% de saturación de zonas óptimas tier 1), mientras el declive del fracking es del 60% anual.
En la página de TheOilDrum.com se argumenta que entre el año 2004 y 2005 se observó un verdadero pico del consumo de energía per cápita en torno a los 12,50 bep/c/año basándose en datos de la Organización de las Naciones Unidas, British Petroleum y la Agencia Internacional de la Energía. Estos proponentes mencionan que Duncan se basó principalmente en el consumo energético per cápita del petróleo, pero con notables omisiones del crecimiento del consumo energético per cápita del carbón desde el año 2000, atribuido a la emergencia asiática, y del crecimiento ininterrumpido del gas natural desde 1965.
Apuntan que la cúspide civilizatoria no fue en 1979 sino en una fecha posterior a 2004 y con una duración de la civilización industrial entre 1950 y 2044. Agregan también que si los otros recursos no son tan dependientes del comportamiento del consumo del petróleo probablemente la duración civilizatoria sea mucho mayor a cien años.
Después de que se objetara la fiabilidad sobre el postulado de que el resto del mundo seguía los pasos de Estados Unidos en el comportamiento de la dinámica del consumo energético per cápita, en 2009 publicó un nuevo artículo llamado «Teoría de Olduvai: Hacia la re-equiparación del estándar de vida mundial», en donde comparaba el comportamiento de consumo per cápita mundial con respecto al de los países más desarrollados (OCDE). En tal artículo, basándose en un reporte de la OCDE de marzo de 2009 del indicador líder compuesto de China, India y Brasil, asegura que el consumo de energía per cápita mundial comenzaría a descender, sin embargo, en un nuevo reporte del indicador líder compuesto de la OCDE en febrero de 2010 se ve una enorme recuperación, lo que contradice lo asegurado por Duncan.

Potencia empleada mundial, entre 1965 y 2013 según el departamento de energía estadounidense BP. Petróleo en color rojo, carbón en color negro, gas natural en celeste, nuclear en naranja, hidroeléctrica en azul.

### Críticas políticas e ideológicas

Fuentes de energía renovables en el mundo en 2006. Fuente: Renewable Energy Policy Network for the 21st Century.

#### Crítica ecologista
Los ecologistas sociales y asociaciones internacionales como Greenpeace son más optimistas, depositando sus esperanzas en las energías alternativas que los neomaltusianos desprecian como la energía geotérmica, solar, eólica y otras con bajo o nulo nivel de contaminación, pero rechazan la energía de fusión, ya que la consideran potencialmente contaminante. Dicen que se cuentan datos como crecimiento poblacional sin tomar en cuenta los panoramas que abren la gran cantidad de cambios sociales y tecnológicos para resolver problemáticas (efecto debote), como energías alternativas y cambios radicales en el estilo de vida que pueden reducir los efectos que tal teoría predice. En cambio, los ecologistas de mercado aseguran que este tipo de cambios se darán forzando a los consumidores mediante el empleo de las leyes de la oferta y la demanda.
Mientras tanto, los anarcoprimitivistas y los ecologistas profundos ven este escenario catastrofista como un penoso camino al que nos lleva la civilización. Así pues, suelen ver el colapso civilizatorio como un resultado inevitable tanto como un objetivo a llegar.

#### Críticas políticas
Algunos anarquistas y socialistas piensan que este tipo de teorías son mentiras o exageraciones que benefician la especulación económica, y que tienen básicamente la finalidad de vender más caro un recurso fácilmente controlable que aparentemente se agota o es escaso, para perpetuar el juego del mercado libre y las clases dominantes.
Jacque Fresco menciona que los recursos energéticos no sólo son los inapropiados, sino que además existen otras fuentes de energía muy abundantes que las élites sociales no podrían controlar fácilmente debido a que no son especulables, ya que sus reservas serían virtualmente inagotables en un plazo no menor a los 4000 años al ritmo de consumo actual, y esto sólo contando el caso de la energía geotérmica.
Cabe destacar que, Jacque Fresco ha usado el concepto de la economía basada en recursos naturales que ya se empleaba en los artículos académicos sobre economía desde hace más de medio siglo.
«A Historical Comparison of Resource-based Theory and Five Schools of Thought Within Industrial Organizations Economics» (en inglés). «A historical review of strategy research suggest that a resource-based perspective lang has been central to the field. Influential literature, including, for example, Barnard (1938), Selznick (1957), Sloan (1963), (...)».
También ha creado el Proyecto Venus en supuesta contraposición al modelo económico capitalista actual basado en el lucro monetario.
Hace ya un tiempo hubo un amplio movimiento en la web para comprobar el movimiento y, sobre todo, la figura de Jacques Fresco. De los resultados podemos inferir un posible fraude en las acciones de Jacques Fresco.
Mientras tanto, autores como Peter Lindemann o Jeane Manning agregan que existen una serie de alternativas para obtener y distribuir la energía de forma libre, que de ser empleadas, acabarían con el modelo capitalista de acaparamiento de la obtención y distribución. Esto los ha llevado a formular una teoría de conspiración para la supresión de la energía libre. Entre tales formas de distribución de energía libre y gratuita sobresale la transferencia inalámbrica de energía ideada por Nikola Tesla.
A su vez, todos los autores de este tipo de argumentos sobre supuestas conspiraciones ven como una agenda de los elitistas las formulaciones del cenit petrolero, las ideas belicistas, el catastrofismo y el neomaltusianismo.

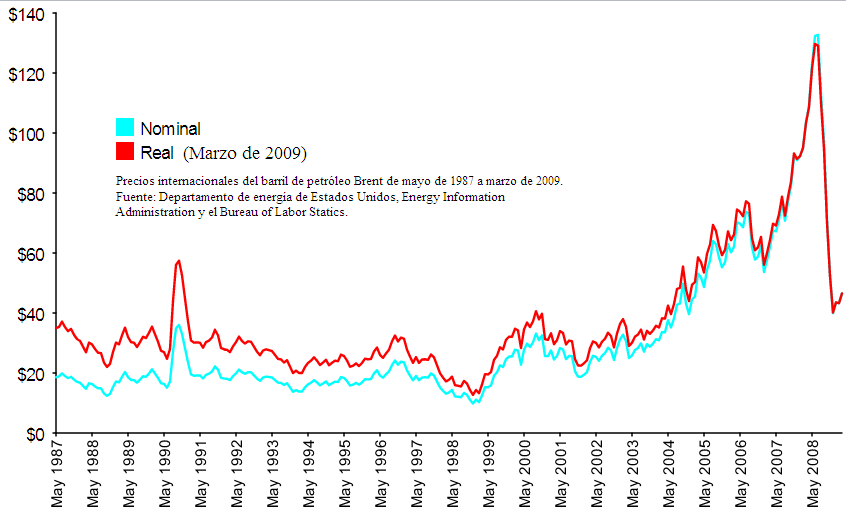
Precios internacionales del barril de petróleo Brent de mayo de 1987 a marzo de 2009. Se observa la enorme burbuja que estalló en julio de 2008 cuyo 60 % fue atribuible, según afirmó la cámara de senado estadounidense, a la especulación. Fuente: Departamento de energía de Estados Unidos, Energy Information Administration.

#### Críticas de derecha
Los cornucopianos son libertarios que argumentan que el crecimiento poblacional, la escasez de recursos y su potencial contaminador son exageraciones o mentiras, como por ejemplo el cenit petrolero o el efecto ambiental devastador del carbón. Sostienen que las mismas leyes del mercado solventarían ese tipo de problemas, de ser reales.
Las principales tesis defendidas por los cornucopianos suelen ser optimistas y pragmáticas. Mientras tanto otros las consideran conservadoras, moralistas y excluyentes. Estas tesis consisten en los siguientes puntos:
- Progreso tecnológico equivale a progreso ambiental. El deterioro ambiental es minimizado conforme aparecen tecnologías que utilizan los recursos limpia y eficientemente.[11]
- Antiambientalismo. Critican las posturas catastrofistas, como la teoría de Olduvai, por estar basadas en modelos inadecuados que producen escenarios precarios que no retratan la dinámica económica en su perspectiva histórica. Rechazan la idea del decrecimiento porque va en contra del progreso tecnológico y a su vez ambiental.[11][98]
- Optimismo tecnológico. El progreso tecnológico continuamente inventa sustitutos energéticos antes que un recurso se agote. De esta forma el hombre desde el Neolítico ha superado continuamente la carga terrestre pasando de una tecnología o fuente energética a otra.[11] También la disponibilidad y eficiencia de tierras para la producción alimentaria aumenta con el empleo de tecnologías nuevas y eficientes como mejores agroquímicos, pesticidas y manipulación genética.[11][99]
- El crecimiento es verde. El crecimiento económico soluciona todos los problemas, es decir, es la pobreza y no la riqueza la que degrada y utiliza mal el medio ambiente.[11]
- Confianza en el mercado libre. La creación de nuevas formas de propiedad y nuevos mercados ejerce presiones para cambiar de una tecnología o fuente energética a otra mediante el empleo de la especulación económica.[11][83][99] Por esta razón, los cornucopianos no aprueban la intervención del Estado.[11][83]
- Abolición del control natal. Argumentan que por cada boca nueva que exige recursos para su alimentación también nace un cerebro y un par de manos que contribuye al progreso tecnológico.[11] Es decir, al contrario de lo que piensan los neomaltusianos,[nota 5] la población es vista como un recurso que lejos de provocar problemas los soluciona.[96]
- Defensa por el valor estético antropocéntrico de los recursos más que por su valor futuro.[11]

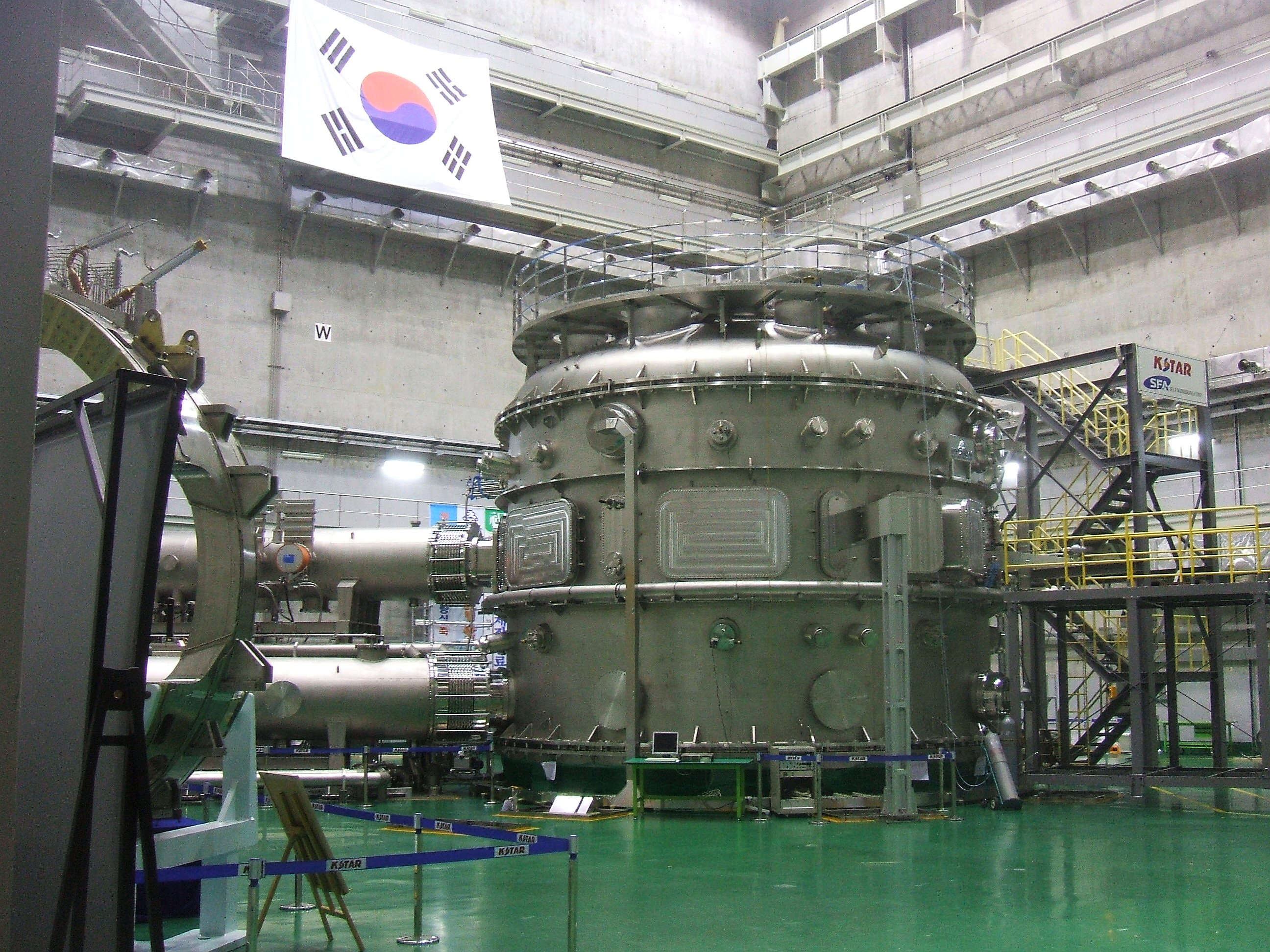
Reactor Tokamak KSTAR de Corea del Sur que mediante una ingeniería toroidal planea circular plasma sumamente caliente para extraerle energía mediante fusión nuclear. Fuente de imagen: Michel Maccagnan.

#### Críticas y posturas nacionales
Los conservadores, los tradicionalistas y los nacionalistas enfocan sus posturas sólo al beneficio temporal desde el punto de vista etnocéntrico o antropocéntrico sin contar los efectos adversos al medio ambiente, y no suelen negar abiertamente el cenit petrolero o la teoría de Olduvai, pero suelen omitir algunos puntos o toda la teoría como forma de negación institucional. Es fácil, y de hecho según la teoría lo predice, que la mayoría de los países del mundo se tomen por esta línea y pasen del petróleo al carbón o energía nuclear como Estados Unidos o China sin importarles las consecuencias sociales o ecológicas.
Un argumento a favor de las posturas de los diversos países, sobre todo de China y Estados Unidos, es que si bien se está pasando del petróleo al carbón, este último se está comenzando a utilizar de forma no contaminante mediante centrales de gasificación integrada en ciclo combinado, aunque su tasa de retorno energético puede ser menor que hacerlo de forma contaminante.
Otro argumento a favor es la cooperación de China, India, Japón, Estados Unidos y Europa en el proyecto ITER para demostrar la factibilidad científica y tecnológica de la fusión nuclear, aunque la participación de algunos países ha sido intermitente.
Si la energía de fusión fuese posible, el potencial energético del deuterio contenido en todos los mares, ríos y lagos del planeta equivaldrían aproximadamente a 1,068 x 109 veces las reservas mundiales de petróleo en 2009, es decir, cada metro cúbico de agua terrestre equivaldría a 150 toneladas de petróleo en contenido energético.
Al «ritmo de consumo» mundial de 2007 esto equivaldría a una duración aproximada de 17.500 millones de años de la civilización industrial moderna antes que este recurso se pudiese agotar suponiendo una población constante de 6500 millones de personas que no crece y que no existiera crecimiento económico.  En la realidad el sistema actual se fundamenta en el crecimiento económico, productivo, demográfico, material o energético y este ritmo de crecimiento se suele medir de forma anualizada.   Por ejemplo, a un ritmo de crecimiento del 2 % anual el consumo energético de petróleo se estaría duplicando cada 34,65 años y, al cabo de 1220 años, se consumiría tanta energía como la disponible en todos los mares en forma de deuterio para realizar la fusión nuclear. A un ritmo de crecimiento del 5 % anual se acabaría todo el deuterio en 488 años, y a un crecimiento del 11,4 % anual en tan solo 214 años.
Algunas posturas y diversos países desarrollados han optado por la versión del calentamiento global no antropogénico o de origen solar viendo como una exageración las advertencias ecologistas. Otros países, los tercermundistas, ven las teorías del agotamiento y los acuerdos ecológicos internacionales como medidas impuestas por los países primermundistas para frenar su desarrollo.

Reparto de la producción de carbón bituminoso por países en 2007 Fuente: British Petroleum, Statistical Review of World Energy 2008.